# アウゲライト
アウゲライト、アウゲル石、燐礬土石、Augeliteは、アルミニウム含有の燐酸塩鉱物。1868年、スウェーデンVästanå(ヴェスタナ)鉱山で発見され、そのガラスのような真珠光沢の輝きがギリシャ語の〈輝き、光沢、の意〉Augeに由来する。

## 生産産出国
スウェーデンの他に、アメリカ合衆国、ボリビア、オーストリア、ブラジル、ルワンダ、カナダ、ウガンダで産出する。日本でも燐酸塩鉱物の宝庫である山口県阿武郡阿武町日の丸奈古鉱山で1977年に発見されている。

## ギャラリー

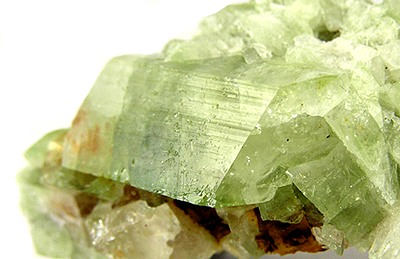
アウゲライト
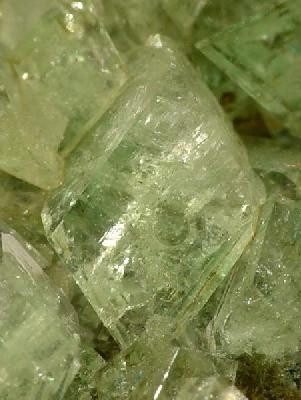
アウゲライト（結晶縮図）
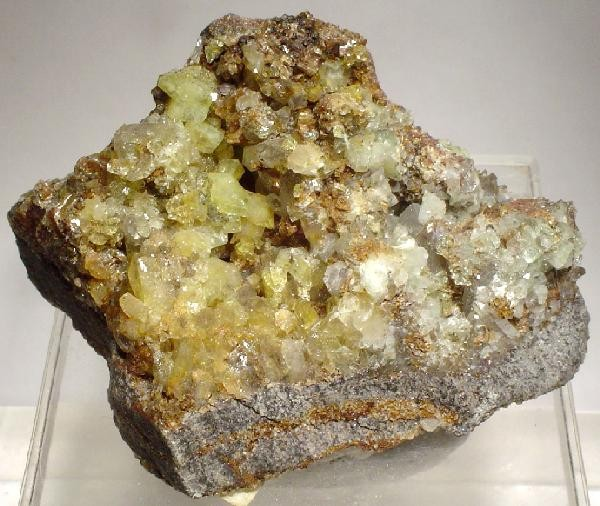
アウゲライト